# OpenUP
OpenUP (UP, unified process) és un mètode i un procés de desenvolupament de programari lliure proposat per un conjunt d'empreses de tecnologia, qui ho donaren l'any 2007 a la Fundació Eclipse. La Fundació ho ha publicat sota una llicència de programari lliure i ho manté com una part del bastiment de processos Eclipse. (Eclipse Process Framework). OpenUP conserva les característiques essencials de RUP (Rational unified process), el qual inclou un desenvolupament incremental i la gestió dels requisits mitjançant casos d'ús. Finalment, l'OpenUp assumeix els valors de la metodologia àgil i els té en compte a l'hora de personalitzar el procés unificat.
En termes generals, així com totes les variants del procés unificat (UP), l'OpenUp es basa a potenciar sis pràctiques fonamentals: desenvolupament iteratiu i incremental, gestió del requisits (mitjançant casos d'ús), arquitectura basada en components (mòduls o subsistemes amb una funció clara), utilització de models visuals (mitjançant el llenguatge UML), verificació de la qualitat del programari (al llarg de totes les etapes del procés, no solament al final) i control del canvis al programari.
Pel que fa a les activitats l'OpenUP defineix com activitats principals la modelització de negoci, requisits, anàlisis i disseny, implementació, proves, i lliurament del sistema als usuaris finals. A més a més l'OpenUP també preveu altres activitats, com ara la personalització del procés mateix, la gestió de la configuració i del canvi i també la planificació i gestió del projecte i defineix sis papers: el de stakeholder o interessat, cap de projecte, analista, arquitecte, desenvolupador i expert en proves.